# Miconia hirtella
Miconia hirtella är en tvåhjärtbladig växtart som beskrevs av Célestin Alfred Cogniaux. Miconia hirtella ingår i släktet Miconia och familjen Melastomataceae. Inga underarter finns listade i Catalogue of Life.